# 11 Freunde
11 Freunde - Magazin für Fußballkultur ("11 vänner - magasin för fotbollskultur") är ett tyskt fotbollsmagasin som getts ut sedan 2000 och sedan 2005 av 11 Freunde Verlag i Berlin. Utgivare är Reinaldo Coddou H., Philipp Köster och Matthias Hörstmann. Redaktionen finns i Berlin. Upplagan är på 100 000 exemplar och 11 Freunde ges ut varje månad. 